# Kong Linghui
Kong Linghui (chiń. upr. 孔令辉; chiń. trad. 孔令輝; pinyin Kǒng Lìnghuī; ur. 18 października 1975 w Heilongjiang) – chiński tenisista stołowy, trzykrotny mistrz olimpijski. W 1996 podczas Letnich Igrzysk Olimpijskich w Atlancie zdobył złoty medal w grze podwójnej (w parze z Liu Guoliangiem). Cztery lata później podczas Letnich Igrzysk Olimpijskich w Sydney zdobył złoty medal w grze pojedynczej oraz srebrny medal w grze podwójnej (ponownie w parze z Liu Guoliangiem).